# Bókoló farkasfog
A bókoló farkasfog (Bidens cernua) a fészkesvirágzatúak (Asterales) rendjének őszirózsafélék (Asteraceae) családjába, a Heliantheae nemzetségcsoportba tartozó Bidens (farkasfog) nemzetség növényfaja. Nedves élőhelyeken: folyópartokon, lápokban, ártéri területeken, nedves szántókon fordul elő 1100 méter tszf.-ig. Európa és Észak-Amerika nagy részén, valamint Észak- és Kelet-Ázsiában egyaránt elterjedt. A binomiális név generikus részének jelentése „két fog”, a specifikusé „bókoló”.

## Leírása
Felálló szárú, kopasz, 30–60 cm-esre megnövő, egyéves növény. A szár gyakran sárgászöld színű. Átellenes, lándzsás egyszerű, ülő világoszöld levelei erősen fűrészeltek. Július-szeptember között virágzik. Aranybarna, idővel lehajló fészekvirágzatában főleg csöves virágok találhatók, de ritkábban széles, tojásdad sárga színű nyelves virágok is fejlődnek. A fészkek gömbölydedek, legfeljebb 3 cm szélesek. A virágok 1,5-2,5 cm szélesek. A külső fészekpikkelyek hosszúkásak, elállóak, jóval hosszabbak a belsőknék. A fészket nagyméretű murvalevelek veszik körül.
Termése horgas sertéjű, lilás színű kaszattermés.

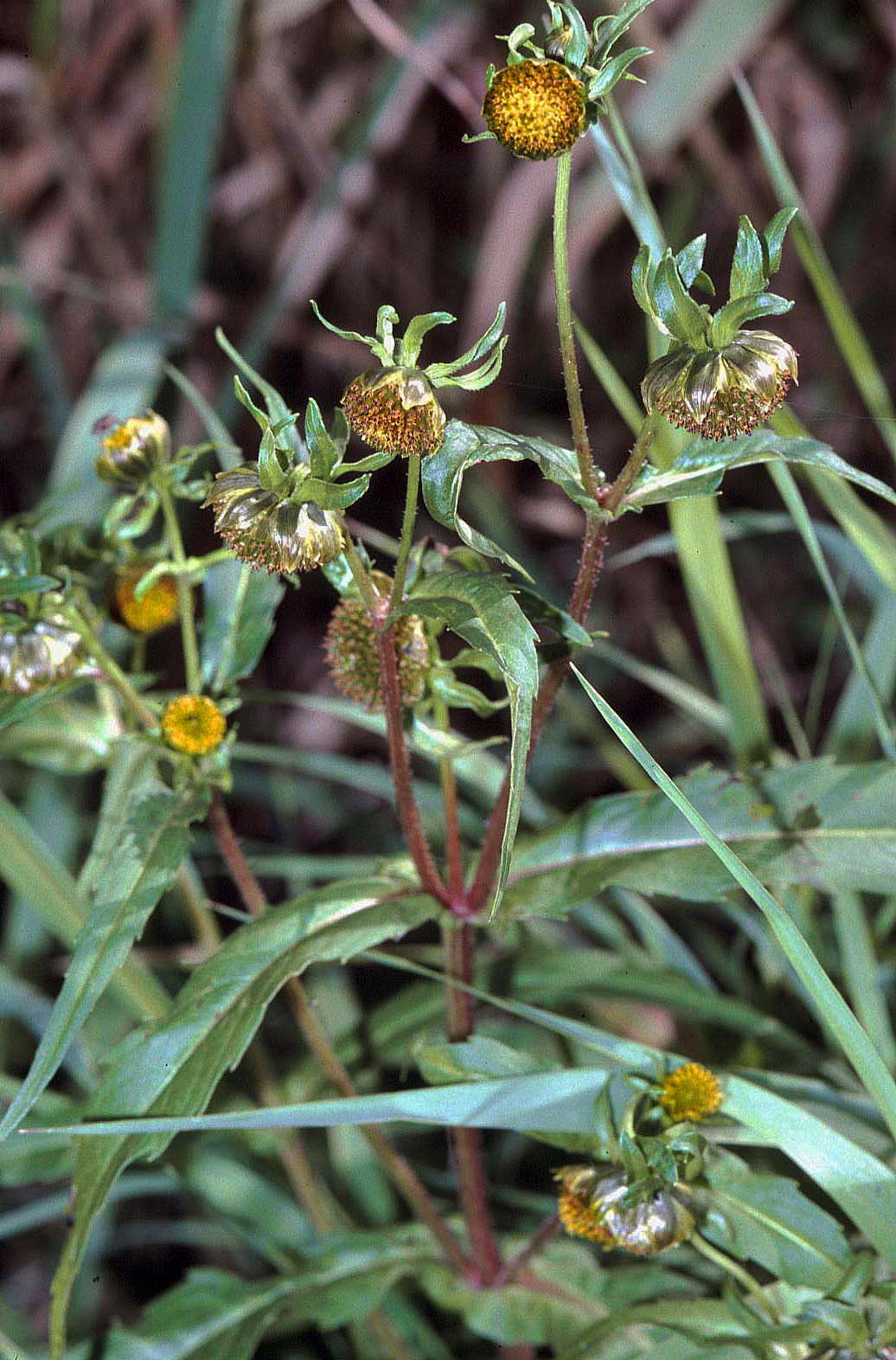
Unterfranken, Germany
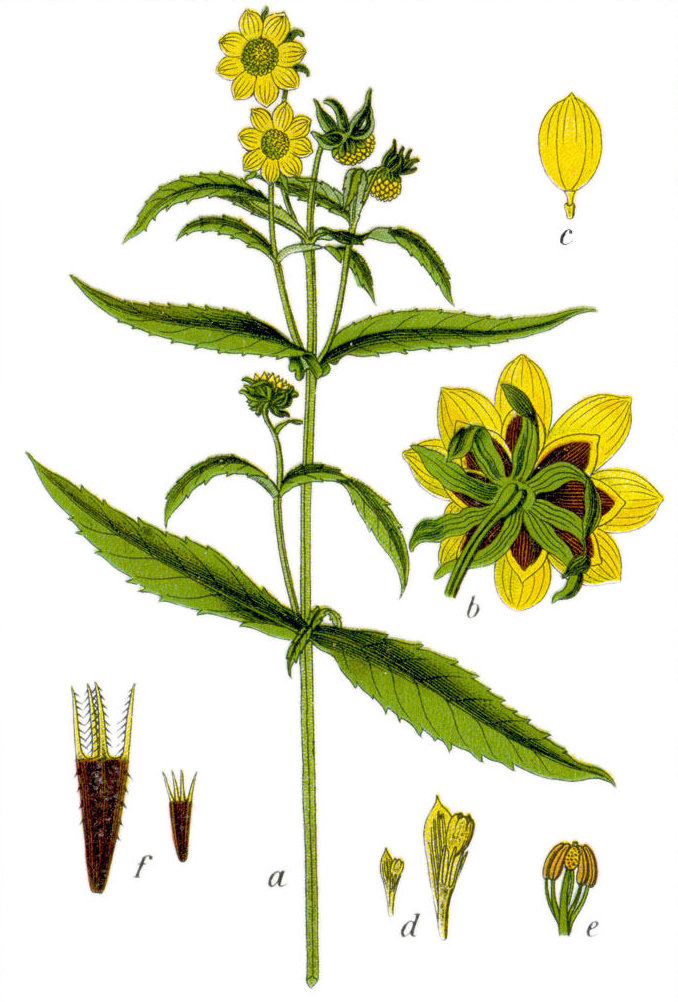
Deutschlands Flora in Abbldungen
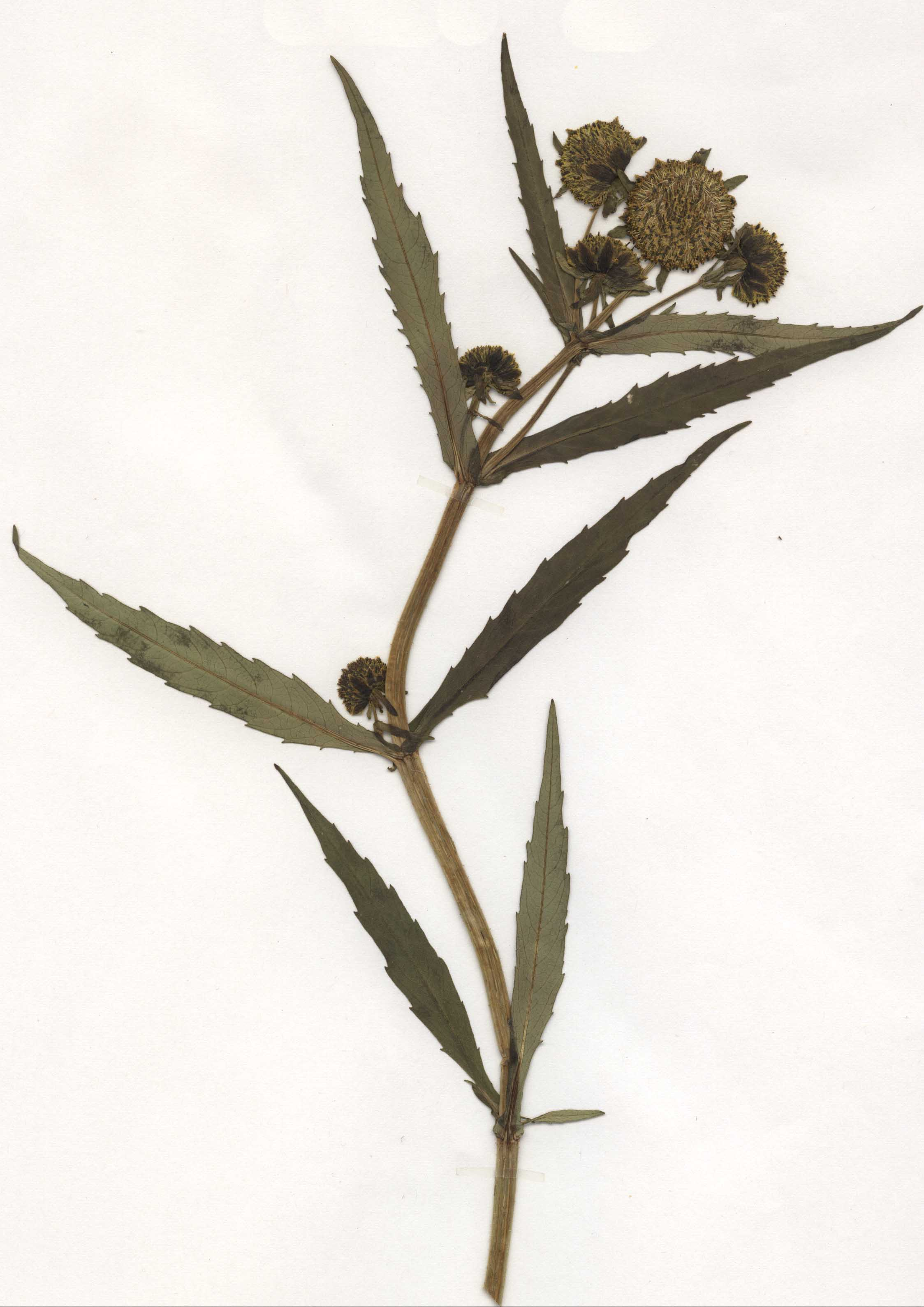
Herbáriumi példány